# Комбинация пирацетама и циннаризина
Комбинация пирацетама и циннаризина — лекарственные препараты (на рынке присутствуют с коммерческими названиями "Омарон", "Фезам", "Пирацезин"), улучшающие мозговое кровообращение и мозговой метаболизм.
Действующие вещества: пирацетам и циннаризин.

## Фармакологическое действие
Препараты «Пирацезин», «Фезам» и «Омарон» обладают следующими эффектами:
- антигипоксическим,
- ноотропным,
- сосудорасширяющим.

Пирацетам — ноотропное средство, производное ГАМК (гамма-аминомасляная кислота). Оказывает следующие действия:
- активирует метаболические процессы в головном мозге,
- улучшает энергетический и белковый обмен,
- ускоряет утилизацию глюкозы клетками и повышает их устойчивость к гипоксии,
- улучшает межнейрональную передачу нейромедиаторов  в синапсах ЦНС,
- улучшает регионарный кровоток в ишемизированной зоне.

Циннаризин — производное дифенилпиперазина, селективный блокатор медленных кальциевых каналов. Действие:
- ингибирует поступление в клетки ионов кальция и уменьшает их содержание в депо плазмалеммы,
- снижает тонус гладкой мускулатуры артериол,
- уменьшает реакцию на биогенные сосудосуживающие вещества (эпинефрин, норэпинефрин, дофамин, ангиотензин, вазопрессин),
- проявляет умеренную антигистаминную активность,
- уменьшает возбудимость вестибулярного аппарата,
- понижает тонус симпатической нервной системы,
- снижает вязкость крови.

Кроме того, цинниразин обладает сосудорасширяющим эффектом, особенно в отношении сосудов головного мозга, тем самым усиливая антигипоксическое действие пирацетама, при этом, не оказывая существенного влияния на артериальное давление.

## Фармакокинетика
Препараты быстро рассасываются в желудочно-кишечном тракте.
Биодоступность препаратов составляет 100%.
Препараты проникают во все органы и ткани, проходят плацентарный барьер.
Максимальная концентрация пирацетама в плазме создается через 2  - 6 часов, в ликворе через 2 - 8 часов после применения препарата, максимальная концентрация цинниразина в плазме создается через 1-4 часа. Через 30 часов более 95% выводится почками.

## Показания к применению
Основные показания:
- Атеросклероз сосудов головного мозга.
- Восстановительный период ишемического или геморрагического инсульта.
- Восстановительный период черепно-мозговых травм.
- Энцефалопатии различного происхождения.

Кроме того, препараты применяются для терапии других заболеваний центральной нервной системы, которые сопровождаются нарушением памяти, внимания, настроения. Также показаниями для применения препарата являются:
- Лабиринтопатии.
- Синдром Меньера.
- Психоорганический синдром.
- Астенический синдром.
- Отставание интеллектуального развития у детей.
- Профилактика мигреней и кинетозов.

## Противопоказания
Индивидуальная непереносимость, тяжелые нарушения функции печени и почек, беременность, лактация, геморрагический инсульт, психомоторное возбуждение на момент назначения препарата, хорея Гентингтона. Также не рекомендуется применять препараты для лечения детей до пяти лет.

## Побочные действия
В редких случаях препараты вызывают аллергические реакции в виде кожной сыпи. Также побочными действиями могут быть: диспепсия, головная боль, нарушения сна.
Комбинированные средства, содержащие несколько веществ с ноотропной активностью, например, пирацетам с циннаризином, пирацетам с гинкго билоба, гинкго билоба с различными сочетаниями трав, пирацетам с гамма-аминомасляной кислотой, пирацетам с тиотриазолином, пирацетам с диазепамом, винпоцетин с пирацетамом, сальбутиамин с НАДН, и др.
Считается, что комбинированные препараты более эффективны, чем монопрепараты, поскольку позволяют влиять на несколько звеньев в метаболизме нейронов. Однако, следует помнить и о возможностях потенцирования не только положительных эффектов при применении комбинированной терапии, но и усилении побочных явлений. Хотя ноотропы считаются, пожалуй, самым безопасным классом психофармакологических средств, тем не менее, они могут вызывать серьёзные осложнения. Например, потенциальный риск, возникающий при приеме циннаризина — развитие синдрома лекарственного паркинсонизма, особенно у пожилых пациентов.

## Особые указания
Во время лечения следует соблюдать осторожность при управлении транспортными средствами и работе с машинами и оборудованием.
Очень важно помнить, что данная статья не заменяет обязательной консультации врача при применении данных и других препаратов.